# 平城第2ショッピングセンター
平城第2ショッピングセンター（へいじょうだいにショッピングセンター）は、奈良市の平城第二団地近くにあるサンタウンアカデミー高の原と商店、奈良右京郵便局、NPO法人からなる商店街。

## 概要
団地入居者の生活利便性を図ることを目的として住宅・都市整備公団が1972年（昭和47年）にテナント店舗を募集して建設。同年平城ニュータウン初の商店街として開業した。商住一体型店舗であり、現在の居住率は33.3%。テナントは個人商店が多い。

## 沿革

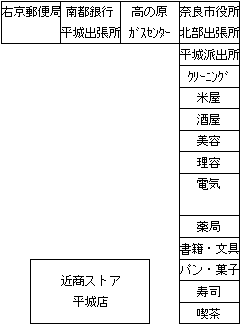
1975年頃のフロア構成。1業種1店舗＋近商ストアの構成になっていた。

開業当初は、奈良右京郵便局、南都銀行西大寺支店平城出張所、大阪瓦斯サービスショップ高の原ガスセンター、奈良市北部出張所、奈良警察署平城派出所、そして個人商店と近商ストア平城店が入居していた。当時は周辺に商店が少なかったため買い物客は平城第2ショッピングセンターに集中して常時にぎわいを見せ、テナントの競争率は10倍以上になっていた。
しかし、サンタウン高の原の開業以降客足の流れが変化し、また高の原駅前が開発されていくにつれ、南都銀行・近商ストア、派出所、奈良市役所北部出張所は、それぞれ「サンタウン高の原」「近鉄高の原駅前派出所」「奈良市北部会館」へと移転。空きテナントが出るようになり、一時シャッター通りとなった。
その後、周辺の居住者の高齢化に伴ってテナントが再び出店し始めている。
- 1972年（昭和47年）11月23日 - 平城ニュータウン初の店舗としてセイコー高の原が開店[12]。
- 1972年（昭和47年）11月 - 平城派出所が開所[4]。
- 1972年（昭和47年）11月25日 - 南都銀行西大寺支店平城出張所が開所[8]。
- 1972年（昭和47年）12月1日 - 奈良市北部出張所が開所[4][13]。
- 1972年（昭和47年）12月 -大阪ガス出張所が開所[4]。
- 1972年（昭和47年）12月 -右京郵便局が開局[4]。
- 1972年（昭和47年）12月25日 - 近商ストア平城店が開店[7][9]。店舗面積は804m2、売場面積は530m2で、最低限度の日常必需品をコンパクトな形で品揃えした売り場構成[7]。近商ストアの、立地条件（商圏内世帯数・消費支出）に応じて商品品種・数量、部門別売場面積、後方作業場スペース、店舗規模などを決める店舗の標準化による開設はこの店舗から確立された[7][9]。学園前店、東生駒店などに供給する精肉加工基地が設けられ、作業場・冷蔵庫などのバックルームを充実し、また保冷車が配置された[7]。
- 1977年（昭和52年）9月19日 - 南都銀行西大寺支店平城出張所が平城支店に昇格[8]。
- 1981年（昭和56年）11月27日 - サンタウン高の原開業にともない近商ストア平城店が閉店[9]。
- 1982年（昭和57年）11月24日 - 南都銀行平城支店がサンタウン高の原へ移転[8][9]。
- 1983年（昭和58年）4月1日 - 近商ストア平城店が入居していた建物に「サンタウンアカデミー文化教室」が開業[9]。
- 1993年（平成5年）3月 - 平城派出所が近鉄高の原駅前派出所へ移転[4]。
- 2004年（平成16年）7月20日 - 奈良市北部出張所が奈良市北部会館へ移転。
- 2007年（平成19年）6月1日 - 奈良市つどいの広場ぷらんぷらんが開設される。
- 2007年（平成19年）7月 - NPO法人テクノパークぷろぼの高の原事業所が開所。
- 2009年（平成21年）4月1日 - 奈良市つどいの広場ぷらんぷらんがサンタウンすずらん館2階「るあんすずらん」に移転。
- 2009年（平成21年）5月 - 高の原ガスセンターが住まいるプラザけいはんなに社名を変更。
- 2010年（平城22年） - サンタウンアカデミー文化教室が外壁を改装し、サンタウンアカデミー高の原に名称を変更。
- 2011年（平城23年） - 駐車場「タイムズUR平城第2」が開設される。
- 2011年（平城23年） - 株式会社セイコー高の原がアトム電器に加盟。

## テナント
- サンタウンアカデミー高の原
- テクノパークぷろぼの高の原事業所
- 奈良右京郵便局
- アトリエジューナ
- アトム電器高の原店
- ファニーバイクス
- あらい接骨院
- 住まいるプラザけいはんな
- 訪問介護ステーション あさがお

## 参照元
1. 1 2 3  「大和あっちこっち 奈良市・近鉄高の原駅周辺 歴史たどる四半世紀」『毎日新聞』1999年11月21日付、奈良県版、第20面
2. 1 2  ひるラジ!784 商店街からこんにちは! 2007年8月11日放送分（Wayback Machine） - ならどっとFM78.4MHz
3. ↑  北本勝史, 田端修「7042 郊外住宅地における「近隣型生活中心」の特性と店舗経営者の考え方 : 奈良県北西部の住宅市街地を事例として(都市計画)」『日本建築学会近畿支部研究報告集. 計画系』第49号、日本建築学会、2009年5月、453-456頁、ISSN 13456652、NAID 110008014417。
4. 1 2 3 4 5 6 7  平城ニュータウンのあゆみ編集委員会編「平城ニュータウンのあゆみ」奈良市、1997年3月
5. ↑  高等学校1-C 稲田純、植田洋、木下雅敬、工藤幸宏、竹島康志、西浦弘望、山田善一、横井昌彦、「平城ニュータウン」の調査から「地理授業での野外調査の試みから」『研究紀要』第16巻、奈良女子大学、31-50頁、1974年。hdl:10935/2331。ISSN 03891704。CRID 1571135651910451584。
所収：寅貝和男「地理授業での野外調査の試みから」『研究紀要』第16巻、奈良女子大学、1974年、31-50頁、hdl:10935/2331、ISSN 03891704、NAID 110001033985。
6. ↑  奈良のあゆみ －昭和（1926～1989）－ - 奈良市
7. 1 2 3 4 5  「近商ストア20年のあゆみ」近商ストア、1977年4月30日、NCID BN07840887
8. 1 2 3 4 5  南都銀行行史編纂室編「南都銀行五十年史」南都銀行、1985年6月30日、NCID BN00748616
9. 1 2 3 4 5 6  「近商ストア最近10年のあゆみ」近商ストア、1988年5月20日、NCID BN03496316
10. ↑  奈良市役所広報課編「ならしみんだより 奈良しみんだより 平成16年7月号 No.1,004 (PDF) 」奈良市役所広報課、2004年[リンク切れ]
11. 1 2  「これからの郊外戸建住宅地 －『思い出し・思い入れ』から『つながり』へ［平城・相楽ニュータウンを事例に］－」西村一朗・前田真子、せせらぎ出版、2005年5月6日、ISBN 4884161440
12. ↑  パートナーショップ 奈良県奈良市 セイコー高の原 - KCN
13. ↑  奈良のあゆみ